# Nils Tungelfeldt
Nils Tungelfeldt, född 1683, död 1721, var en svensk tecknare, miniatyrmålare, lantmätare och antikvitetsritare.

## Biografi
Nils Tungelfeldt var son till häradshövdingen Nils Markusson Tungelfelt och Anna Maria Schrickel och från 1719 gift med Anna Maria Örnhielm samt bror till Anders Tungelfeldt. Han avlade lantmäteriexamen 1711 och anställdes därefter vid Generallantmäterikontoret. Han antogs som extra ritare vid Antikvitetsarkivet 1712 men tjänsten blev kortvarig eftersom staten drog in tjänsten ett år senare. Han fick efter Elias Brenners död 1717 uppdraget och ett privilegium att rita och i miniatyr måla de nyadlades sköldebrev. Tungelfeldt var representerad med en miniatyrmålning visande Jesus på korset i utställningen Skuggbilder, bildklipp och silhuetter som visades på Liljevalchs konsthall 1930. Tungelfeldt är representerad vid Nordiska museet i Stockholm.